# Padenghe sul Garda
Padenghe sul Garda är en ort och kommun i provinsen Brescia i regionen Lombardiet i Italien. Kommunen hade 4 684 invånare (2018).